# Robert Brown (Politiker, 1744)
Robert Brown (* 25. Dezember 1744 in Weaversville, Northampton County, Province of Pennsylvania; † 26. Februar 1823 in Weaversville, Northampton County, Pennsylvania) war ein britisch-amerikanischer Politiker. Zwischen 1798 und 1815 vertrat er den Bundesstaat Pennsylvania im US-Repräsentantenhaus.

## Werdegang
Robert Brown wuchs während der britischen Kolonialzeit auf. Er besuchte die öffentlichen Schulen seiner Heimat und arbeitete danach als Schmied. In den 1770er Jahren schloss er sich der amerikanischen Revolution an. Er nahm am folgenden Unabhängigkeitskrieg teil und war zwischen November 1776 und Dezember 1777 in britischer Kriegsgefangenschaft. Zwischen 1783 und 1787 gehörte er dem Senat von Pennsylvania an. Ende der 1790er Jahre wurde er Mitglied der von Thomas Jefferson gegründeten Demokratisch-Republikanischen Partei.
Bei einer Nachwahl im vierten Wahlbezirk von Pennsylvania wurde Brown in das damals noch in Philadelphia tagende US-Repräsentantenhaus gewählt, wo er am 4. Dezember 1798 sein neues Mandat antrat. Nach acht Wiederwahlen konnte er bis zum 3. März 1815 im Kongress verbleiben. Zwischen 1803 und 1813 vertrat er dort den zweiten und von 1813 bis 1815 den sechsten Distrikt seines Staates. Während seiner Zeit als Kongressabgeordneter wurde im Jahr 1803 durch den von Präsident Jefferson getätigten Louisiana Purchase das Staatsgebiet der Vereinigten Staaten beträchtlich erweitert. Im Jahr 1804 wurde der zwölfte Verfassungszusatz ratifiziert. Bereits zuvor wurde im Jahr 1800 die neue Bundeshauptstadt Washington, D.C. bezogen. Seit 1812 bestimmten die Ereignisse des Britisch-Amerikanischen Krieges auch die Arbeit des Kongresses.
Im Jahr 1814 verzichtete Robert Brown auf eine weitere Kandidatur. Er zog sich aus dem öffentlichen Leben zurück und verbrachte seine letzten Jahre auf seiner Farm nahe Weaversville, wo er am 26. Februar 1823 verstarb.